# 泰倫扎鎮區 (阿肯色州克羅斯縣)
泰倫扎鎮區（英語：Tyronza Township）是位於美國阿肯色州克羅斯縣的一個行政鎮區。

## 地方資料
泰倫扎鎮區的面積為227.97平方千米，當中陸地面積為223.66平方千米，而水域面積為4.31平方千米。根據2010年美國人口普查的數據，當地共有人口1323人，而人口密度為每平方千米5.8人。